# Horezm
Horezm (ili Horezem i Kvarizem) je antičko područje uz donji tok rijeke Amu-Darje južno od Aralskog jezera koje obuhvaća moderni Uzbekistan, Tadžikistan, Turkmenistan i sjeverni Iran. Na zapadu se preko iranske visoravni vjerojatno prostirala sve do obale Kaspijskog jezera. Na jugu je bila omeđena Horasanom, na jugoistoku Kangdžuom i Sogdijskom Transoksanijom, na sjeveru zemljom Alana, na sjeveroistoku zemljom Huna. Glavni grad je bio Keneurgenč (Stari Urgenč). U 17. stoljeću glavni grad premješten je u Hivu kada je osnovana država poznata kao Hivski Kanat. 

## Etimologija
Horezm je bio poznat i pod imenima Horazmija (Horasmia), Hvarezmija, Hvarizm, Hvarazm, Horasam i Horesm. Arapski zemljopisac Jakut al-Hamavi je u svom djelu al-Baladanov Mu'jem napisao da je ime „Hvarezm” potječe perzijske riječi „hvar” (خور) i „-konv” (زم), a odnosi se na kuhano riblje meso koje je bilo glavna hrana tamošnjeg stanovništva.
C. E. Bosworth s ovom tvrdnjom se ne slaže, navodeći da (خور) znači „Sunce”, a (زم) „Zemlja”. Naziv zemlje bi trebao doslovno značiti „Zemlja izlazećeg Sunca”. Drugi tvrde da je u pitanju spoj iranskih riječi „hvar/har”, što znači „niska” i „zam/zem”, što znači „zemlja” odnosno „domovina”. Stoga bi naziv Horezm doslovno trebao značiti „nizina”, a što odgovara opisu jer je Horezm uistinu najniži dio Središnje Azije, s izuzetkom područja uz Kaspijsko jezero na dalekom zapadu. Različiti oblici hvar/har/hor se često rabe u Perzijskom zaljevu za ravnice i zaljeve, odnosno močvarna područja, na primjer Hor Musa, Hor Abdallah, Hor al-Azim, Hor al-Himar itd. Naziv se pojavljuje i u ahemenidskim natpisima kao „Huvarazmiš” kao opis za dio Perzijskog Carstva. S izuzetkom seleukidskog i mongolskog razdoblja, odnosno u vremena kada su Horezmom vladali lokalni vladari do 1878. i osvajanja od strane Ruskog Carstva Horezm je u većoj ili manjoj mjeri uvijek bio dijelom Irana - bilo kao satrapija, kao kanat Horasana ili iranska pokrajina. Tradicionalno se smatra dijelom iranske kulturološke sfere.
Na području nekadašnjeg Horezma danas žive različiti narodi: Uzbeci, Karakalpaci, Turkmeni, Perzijanci, Tadžici i Kazasi. 

## Poveznice
- Horasan
- Horezmijsko Carstvo